# 霍普 (緬因州)
霍普（英語：Hope）是一個位於美國緬因州諾克斯縣的市鎮。

## 人口
根據2020年美國人口普查的數據，霍普的面積為61.85平方千米，當中陸地面積為56.88平方千米，而水域面積為4.97平方千米。當地共有人口1698人，而人口密度為每平方千米27人。